# قلعه ارنان
قلعه ارنان مربوط به دوره قاجار است و در شهرستان مهریز، بخش مرکزی، دهستان ارنان، روستای ارنان واقع شده و این اثر در  بهمن ۱۳۹۴ با شمارهٔ ثبت ۳۱۴۲۲ به‌عنوان یکی از آثار ملی ایران به ثبت رسیده است.
در چهارگوشهٔ دیوارهای قلعه، چهار برج دوطبقهٔ خشتی ساخته شده‌است، و درون قلعه مردم روستا در خانه‌هایی سوای‌ازهم، تا بیست سال پیش از ثبت ملی قلعه زندگی می‌کرده‌اند. این اثر ملی از آغاز ساخت زیستگاه مردم روستای ارنان بوده‌است.